# یواس‌سی‌جی‌سی کومانچی (دبلیوپی‌جی-۷۶)
یواس‌سی‌جی‌سی کومانچی (دبلیوپی‌جی-۷۶) (به انگلیسی: USCGC Comanche (WPG-76)) یک کشتی بود که طول آن ۱۶۵ فوت (۵۰ متر) بود. این کشتی در سال ۱۹۳۴ ساخته شد.